# Renato Perona
Renato Perona (* 24. Mai 1927 in Terni; † 9. April 1984 ebenda) war ein italienischer Bahnradsportler und Olympiasieger.
Bei den Olympischen Sommerspielen 1948 in London errang Renato Perona gemeinsam mit Ferdinando Terruzzi die Goldmedaille im Tandemrennen.
Die 2004 in seiner Heimatstadt Terni eingeweihte Radrennbahn wurde Ciclodromo Comunale „Renato Perona“ benannt. Der Asteroid (8230) Perona wurde 1998 nach ihm benannt.